# Ołdaki (województwo podlaskie)
Ołdaki – wieś w Polsce położona w województwie podlaskim, w powiecie monieckim, w gminie Mońki.
W XIX w. wieś należała do gminy Przytulanka, powiat białostocki. Był tu folwark Kramkowskich, z którego płacili 251 dziesięcin.
W 1929 r. posiadłość ziemską miał tu Antoni Wnuszyński (60 mórg). Działała tu elektrownia i tartak „Ligja”. Były spółdzielnie oddziałów 42 pp i 9 psk.
W sierpniu 1944 wycofujące się wojska niemiecki spaliły wieś. Zniszczonych zostało 17 domów i 50 budynków gospodarczych.
W latach 1975–1998 miejscowość położona była w województwie białostockim.
Wierni kościoła rzymskokatolickiego należą do parafii św. Agnieszki w Goniądzu.